# 4DREPLAY
4DREPLAY™(포디리플레이)는 대한민국에서 영상 솔루션을 개발 및 공급하는 포디리플레이코리아(주)의 상표이다.
포디리플레이코리아(주)에서는 렌더링을 하지 않아 컴퓨팅 리소스가 많이 필요치 않고 생방송 중계에서도 즉각 적용해 스포츠 하이라이트 장면 구현이 가능한 솔루션을 보유하고 있다.
4DReplay™는 스포츠 경기 등에서 다수의 카메라를 사용해 360도 영상을 촬영하고 수 초 이내(5초 미만)에 편집을 거쳐 실시간 방송 중 360도 하이라이트 장면을 송출할 수 있도록 포디리플레이코리아(주)에서 제작한 영상 또는 영상 제작을 위한 소프트웨어 솔루션의 상표이다.

## 연혁

4DREPLAY INC, Logo

- 2012.02 ESM Lab (ESM연구소) 설립
- 2014.04 4DReplay™ 솔루션 개발
- 2014.10 인천 아시안게임 촬영
- 2015.04 국내 프로야구 촬영 연간 계약
- 2015.10 한국일보 특허 대상 수상
- 2016~ 야구/축구/농구/배구 대상 4DReplay™ 서비스 제공
- 2016.10 미국 법인(샌프란시스코) 설립 및 본사 이전(한국 연구소 기능 수행)
- 2016.12 4DREPLAY, Inc 설립 (US)
- 2017.8 일본 KDDI사 투자 유치 (Series A)
- 2017.12 4DREPLAY KOREA 사명 변경 (KR)
- 2017.12 2017년 대한민국 ICT 대상 / ICT혁신 해외진출 부문 (과학기술정보통신부 주관)
- 2017. San Francisco Giants POC (U.S)
- 2017. ICT유망기업(K-Global 300) 선정 (과학기술정보통신부 주관)
- 2018. 4DInteractive 시스템 개발
- 2018. 평창 동계 올림픽 4DReplay™ 솔루션 공급
- 2018. GSW(Golden States Warriors) Annual Service
- 2018. ESPN/NBA/MLB 등 해외 주요 기업에 4DReplay™ 서비스 제공
- 2018 ~ 현재. ESPN/ESPN+/CBS/UFC/SoftBank/FujiTV/PGA/NBA/MLB/KBO/태권도협회 등 국내외 주요 기업에 4DReplay/4DLive 서비스 제공
- 2019.01 4DREPLAY Japan 설립
- 2019.12. 일본 이동통신사 소프트뱅크(Softbank) 4DLive Solution(야구) 공급 계약[1]
- 2019. 4DLive (Cloud App Service) 개발
- 2019. LG U+(LG유플러스) 5G서비스에 4DLive 공급
- 2019. Series B-1 투자 유치
- 2020. 제 57회 무역의 날 1백만불 수출의 탑 수상(한국무역협회 주관)
- 2020. 전자·IT의 날 유공자 장관상 포상 (산업통상자원부 주관)
- 2020.09 IMM인베, 뮤렉스 800만불 투자. 기업가치 2억 달러 인정
- 2021.02. 문화체육관광부와 국민체육진흥공단이 선정한 2021 스포츠산업 선도기업
- 2021.03  Canada의 아이스하키 경기장 Bell Centre에 4DLive 솔루션이 적용된 TSN 5G View / Vision 5G 런칭
- 2021.04 일본 오키나와 아레나에 4DReplay 영상 솔루션 공급
- 2021.08 2020 도쿄올림픽 11개 경기장, 50여개 종목에 도입
- 2021.08-09 LLWS 진행
- 2021.10 2021 올해의 우수 스포츠 기업 선정
- 2021.10 제17회 대한민국 스포츠산업대상 대통령 표창 수상 (문화체육관광부와 국민체육진흥공단)
- 2021.09-12 NCAA Football 중계에 4DReplay, 4DLive 적용
- 2021.10-12 tvN 베드민턴 예능프로그램 <라켓보이즈> 4DReplay 도입
- 2021.12 국내 최초 4D 뉴미디어 드라마 <미스터LEE> 제작 및 4DReplay 솔루션 도입
- 2022.02 베이징 올림픽 다섯 종목(하키, 스키점프, 봅슬레이, 피겨스케이팅, 루지 등)에 도입
- 2022.02 MBN 예능 <국대는 국대다> 4DReplay 도입
- 2023.03 구조조정

## 4DReplay Solution

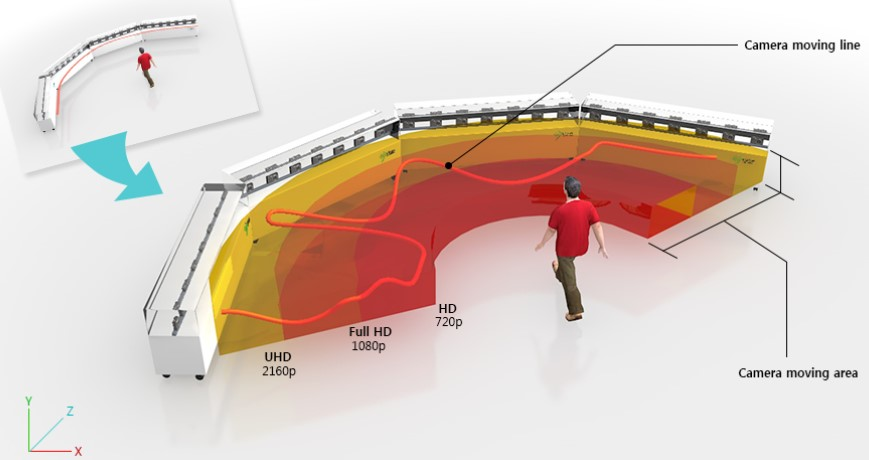
4DReplay™ 기술 구현을 위한 카메라 배치

포디리플레이코리아(주)의 4DReplay™ 영상은 약 100여대의 카메라를 이용, 움직이는 물체의 영상을 언제, 어느 각도에서든 거의 실시간으로 생성하는 4차원 타임 슬라이스(Time-slice)하여 제작된다.
비슷한 기술인 인텔의 TrueView는 40여 대의 카메라로 경기 장면을 촬영 후 컴퓨터 그래픽을 이용해 렌더링 작업을 거치는 기술로 서버와 컴퓨팅 파워가 많이 필요하고 편집에 시간이 오래 걸려 (통상 10분 내외) 생중계 방송에 자주 사용하지 못하는 단점이 있는데, 포디리플레이코리아(주)의 4DReplay™ 기술은 많은 카메라를 필요로 하지만 다른 컴퓨팅 파워가 필요하지 않아 저비용 구조에 렌더링 작업을 거치지 않아 5초 이내에 편집, 전송이 가능해 실시간 방송에 적합한 강점이 있다.
포디리플레이코리아(주)에서는 카메라 원격 제어 기술과 동영상 시스템을 활용한 솔루션 개발을 시작으로, 현재 4DReplay™ 영상 제작 솔루션을 완성시켰다. 본 솔루션을 최초로 선보인 2014년도에는 영상 생성에 소요되는 시간이 30초였으며, 2016년도에는 10초, 2020년에는 5초 이내의 4K 수준의 영상 제공 할 수 있다.
드라마, 영화, 콘서트, 뮤직비디오 등 다양한 이벤트의 영상 효과로 활용할 수 있으며, 특히 스포츠 하이라이트 장면에 적극 활용되고 있다.
한국 스포츠는 물론 NBA, MLB, PGA, US Open Tennis 등 메이저 스포츠의 유력 방송사 (ESPN, FOX Sports, ABC 등)가 4DReplay™를 사용 중에 있다.

## 4DLive Solution
4DLive는 4DReplay 솔루션을 기반으로 만든 실시간 스트리밍 라이브 영상 솔루션으로 자신이 보고 싶은 앵글에 맞춰 실시간으로 영상을 제공한다.
4DLive는 모바일에서 스포츠 경기를 특화되게 볼 수 있도록 지원하는 미디어 기술로서, 5G 상용화와 함께 주목받은 기술 중 하나다.
최근 Covid-19로 인한 언택트 스포츠 경기가 많아짐에 따라 많은 방송사들이 해당 기술 도입에 대해 고민을 하고 있는 중이며, 일본의 이동통신사 Softbank, 캐나다의 이동통신사 Bell Canada에서 4DLive를 도입하였다.

## 참고 자료
2021 NCAA Football
NCAA(National Collegiate Athletic Association) Football에 Fox Sports 모바일 애플리케이션을 통해 4DReplay와 4DLive를 공급했다.
2021 tvN 라켓보이즈
국내 최초 베드민턴 예능 tvN 라켓보이즈에 4DReplay 영상 솔루션을 적용해 선보였다.
- (2분 30초) 게임 마스터 세찬, 황금막내 정동원 VS 운동돌 윤두준, 똑쟁이 김민기★ #라켓보이즈 EP.1|tvN 211011

2021 카카오TV 드라마 미스터LEE 보관됨 2021-12-08 - 웨이백 머신
뉴미디어 플랫폼 드라마 최초로 4DReplay 영상 제작 솔루션을 사용하여 드라마 <미스터LEE>를 제작했다. 제작과 동시에 국내 4D뉴미디어 최초로 4DReplay 기술을 뉴미디어 드라마에 도입했다.
- 1회: 사망한 분 약혼녀시죠? 보관됨 2022-02-09 - 웨이백 머신
- 2회: 나만큼 죽이고 싶었을 걸 보관됨 2022-02-09 - 웨이백 머신
- 3회: 소울메이트 or 가스라이팅 보관됨 2022-02-09 - 웨이백 머신
- 4회: 진짜 스모킹 건? 보관됨 2022-02-09 - 웨이백 머신
- 5회: 포렌식으로 복구한 진실 보관됨 2022-02-09 - 웨이백 머신

2021 일본 오키나와 아레나
4DReplay 영상 솔루션은 일본 프로 농구 B리그 '류큐 골든 킹스'의 새 홈 경기장 오키나와 아레나에 설치되어 있다. 경기장에 설치된 60대 이상의 특수 카메라는 오키나와 아레나에서 진행되는 농구, 격투기 등의 스포츠 경기와 콘서트, 패션쇼, 전시회 등의 엔터테인먼트 행사를 360도 각도에서 입체적으로 제공한다.

##### 2020 NBA Post season
4DReplay 서비스 제공

##### 2020 MLB World Series & NLCS with Fox & Samsung
2020 MLB 포스트 시즌 네셔널리그 챔피언십(NLCS)과 월드시리즈(WS) 중계에 4DLive를 공급했다. Fox Sports 애플리케이션에서 'Fox Sports 5G View Powered by Samsung'이라는 이름으로 적용되었다.
KBO
4DReplay 영상 솔루션은 KBO 경기에 도입되어 있다. 2021년 기준, LG트윈스와 두산베어스의 홈 구장인 잠실 구장과 NC다이노스의 홈 구장 고척돔에 설치되어 있다.

##### YTN ScienceBeyond Eye (2021년 2월 ~7월)
대한민국 방송 채널사인 YTN에서 운영하는 과학 채널 'Beyond Eye'의 '360도로 보면 보인다' 코너에서 시리즈 형식으로 총 26편이 방영되었다.
- 1편 : 가려져서 안 보였다고? 걱정하지 마! [360도로 보면 보인다]
- 2편 : 유려한 몸놀림, 택견 [360도로 보면 보인다]
- 3편 : 흥과 화려함이 폭발! 살사댄스 [360도로 보면 보인다]
- 4편 : K타이거즈와 360도 카메라의 역동적인 만남! [360도로 보면 보인다]
- 5편 : 고품격 스포츠! 리듬체조의 매력 속으로 초대합니다 [360도로 보면 보인다]
- 6편 : 훅 지나가는 펀치360도로 담았다 [360도로 보면 보인다]
- 7편 : 세계를 사로잡은 '흥'과 '멋'의 브레이킹 [360도로 보면 보인다]
- 8편: 가슴 뻥~ 뚫리는 시원한 스포츠 유도 [360도로 보면 보인다]
- 9편: 우아한 귀족 스포츠, 펜싱 [360도로 보면 보인다]
- 10편: 프리스타일 풋볼 [360도로 보면 보인다]
- 11편: 시원하고 강력한 매력! 세팍타크로 [360도로 보면 보인다]
- 12편: 퍼포먼스로 진화한 줄넘기 '프리스타일 줄넘기' [360도로 보면 보인다]
- 13편: 360도로 보는 마술의 매력 (feat. 국가대표급 마술사) [360도로 보면 보인다]
- 14편: '씨름'을 360도 카메라로 만나본다! [360도로 보면 보인다]
- 15편: 예리한 검으로 심신을 갈고 닦는 무예! 해동 검도를 살펴보자 [360도로 보면 보인다]
- 16편: 스포츠와 예술의 결합! 화려한 프리스타일 농구! [#360도로 보면 보인다]
- 17편: 무술과 체조의 만남, 마샬아츠 [#360도로 보면 보인다]
- 18편: 중력을 거스르는 정교한 예술, 발레🦢💫 [#360도로 보면 보인다]
- 19편: 호신술에서 출발한 전통무예, 부채술! 💫 [#360도로 보면 보인다]
- 20편: 근력도 키우고!💪 체형 교정에도 좋은 '폴댄스' [#360도로 보면 보인다]
- 21편: 칵테일쇼에 숨어있는 비밀!🍸💚 과학과 예술이 합해진 종합 퍼포먼스 [#360도로 보면 보인다]
- 22편: 나는 내가 지킨다! 실생활에서 유용한 무술🥋 '절권도' [#360도로 보면 보인다]
- 23편: 더 강력한 기술로 '마술'이 돌아왔습니다 🌌 360도로 만나보는 마술 2탄![#360도로 보면 보인다]
- 24편: 갑옷입은 기사들이 긴 검으로 싸우는 검투, '중세 검술'⚔️ [#360도로 보면 보인다]
- 25편: 자신과 소중한 사람을 보호하는 무예🤵 경호무술 [#360도로 보면 보인다]
- 26편: 아름다운 선율에 맞춰 우아한 춤사위를 펼치는 한국무용💃 [#360도 보면 보인다]